# Kerbal Space Program 2
Kerbal Space Program 2 es un videojuego de simulación de vuelo espacial desarrollado por Intercept Games y distribuido por Private Division. Es la secuela del juego Kerbal Space Program, publicado el día 24 de febrero de 2023.

## Juego
La secuela se basa en las características de mundo abierto de  Kerbal Space Program, mientras que al mismo tiempo introduce métodos de propulsión nuevos (como el Proyecto Orión), habitáculos para construir en la superficie, colonias orbitales y planetarias, un modo multijugador, así como viajes interestelares.

## Desarrollo
Kerbal Space Program 2 fue anunciado en la Gamescom 2019, el 19 de agosto, con una fecha de publicación inicial para principios de 2020. El juego estaba en desarrollo por Star Theory Games, antes conocida como Uber Entertainment, el cual cambió su nombre para demostrar una asociación más fuerte con la franquicia de Kerbal Space Program . El desarrollo le fue encargado a Star Theory Games para permitir que el equipo original pudiera concentrare en actualizar el juego original . Para asegurar que la experiencia de juego fuera "realista", el equipo consultó con un panel de científicos y expertos que incluye al Dr. Uri Shumlak, el presidente asociado del departamento de areonautica y astronautica de la Universidad de Washington, y el Dr. Joel Green, quién es un astrofísico. El juego también recibió retroalimentación diciendo que el juego original era demasiado abrumador para los jugadores nuevos. Por lo tanto, el equipo apuntó a hacer el juego más accesible introduciendo más tutoriales para guiar a los nuevos jugadores y asegurarse de que entiendan cómo se juega.
Aun así, debido a varios motivos, incluyendo la Pandemia de enfermedad por coronavirus de 2019-2020, la fecha de publicación se retrasó al tercer trimestre de 2021. Take-Two creó un nuevo estudio sin nombre bajo Private Division para seguir con el desarrollo de Kerbal Space Program 2, con algunos de los empleados de Private Division incluidos en el equipo, dejando poco claro cual era el rol de Star Theory en el futuro.  Más tarde Bloomberg reveló qué Take-Two estaba en negociaciones para adquirir Star Theory pero cambio de rumbo, creando un equipo nuevo para desarrollar el juego (Intercept Games), y entonces se apropio de un tercio de los desarrolladores de Star Theory incluyendo el director creativo y el productor principal. Star Theory cerró tres meses más tarde. El juego se fue retrasado a 2022. Un nuevo retraso fue anunciado meses más tarde para ser lanzado en ordenadores para el 24 de febrero de 2023 a través de un comunicado oficial del director creativo Nate Simpson para poder alcanzar la calidad requerida en el título. 